# سيفولا ماغوميدوف
سيفولا سيفيروفيتش ماغوميدوف (بالروسية: Сейфула Сеферович Магомедов؛ مواليد 15 مايو 1983) هو ممارس تايكوندو روسي، نافس في فئة وزن الذبابة، وهو أول بطل أوروبي في التايكوندو أربع مرات على الإطلاق.

## وصلات خارجية
- سيفولا ماغوميدوف على موقع TaekwondoData.com (الإنجليزية)
- سيفولا ماغوميدوف على موقع اللجنة الأولمبية الدولية (الإنجليزية)
- سيفولا ماغوميدوف على موقع أوليمبيديا (الإنجليزية)